# Discovery Kids
Discovery Kids – amerykański kanał dla dzieci z grupy kanałów Discovery, dostępny w Kanadzie, Brazylii, Irlandii oraz Ameryce Łacińskiej.

## Discovery Kids na świecie

### Stany Zjednoczone
W Stanach Zjednoczonych Discovery Kids został zastąpiony przez The Hub 10 października 2010 roku, a The Hub został zastąpiony przez Discovery Family w 2014 roku.

### Wielka Brytania
Kanał początkowo był dostępny tylko na platformie ITV Digital, później stopniowo rozpowszechnił się na cały kraj. Został zamknięty 28 lutego 2007 i zastąpiony kanałem Discovery Turbo.

### Ameryka Łacińska
Discovery Kids zaczęło nadawanie 1 listopada 1996 r., skierowany był do starszych dzieci do 22 czerwca 1998 r., kiedy ten kanał zaczął też docierać do małych dzieci.
W 2003 roku Discovery Kids zrezygnowało z programów dla starszych dzieci, przez co było 24-godzinnym kanałem dla dzieci i dodało nową maskotkę dla kanału znanego jako Doki który jest czarno-białym psem z zieloną czapką.
30 marca 2009 r. Discovery Kids zmienił wygląd i stworzył nowsze maskotki.

## Najpopularniejsze programy
- Kenny the Shark
- Just a Minute
- Dr Dog
- Mega Mutt
- Cre-8
- Star Munchies
- The Big Bang
- Crash Test Danny
- Invention SOS
- Croc Files
- Gross!
- Sorted
- Scien-Trific!
- Rooted
- Timeblazers
- Mystery Hunters
- Zoink's How It's Made
- Scrap It
- Popular Mechanics for Kids
- Adi Under The Sea
- ADI in Space
- Up4it!
- Combat Club
- The Save-Ums
- Laura's Star
- Skipper & Sketto
- Henry's World
- Oscar and Friends
- Hi-5
- Why?
- Sci-Busters
- Jay Jay the Jet Plane
- The Wiggles
- The Saddle Club – Sezon 1
- The Saddle Club – Sezon 2
- Doki
- Ba Da Bean[5]